# Red Italia
Red de Italia (Rete Italia) es una formación política italiana democristiana integrada actualmente en el Pueblo de la Libertad (PdL). La mayoría de sus miembros, incluyendo a su líder Roberto Formigoni, son miembros del movimiento católico Comunión y Liberación (CL).
La participación política de los grandes trozos de CL se remonta a los años setenta. En 1975 Formigoni organizó el Movimiento Popular (MP) como una facción dentro de Democracia Cristiana (DC). En enero de 1994 sus miembros se unieron al Partido Popular Italiano (PPI) y, un año más tarde, fundó junto con Rocco Buttiglione Cristianos Democráticos Unidos (CDU). Formigoni, que había sido elegido presidente de Lombardía en abril de 1995 gracias al apoyo de Forza Italia de Silvio Berlusconi, fue nombrado presidente de la CDU en el congreso fundacional del partido en julio. 
En 1998, cuando Buttiglione apoyó al gobierno de Massimo D'Alema a través de Unión Democrática por la República (UDR), Formigoni y sus seguidores formaron Cristianos Demócratas por la Libertad (Cristiani Democratici per la Libertà) (CDL). Cuando Buttiglione restableció CDU y lo recolocó en el centro-derecha, uniéndose a la coalición la Casa de las Libertades en 2000, Formigoni, sus seguidores y muchos diputados regionales de las regiones del norte ya se había unido Forza Italia.
En 2006 Red Italia se organizó como una corriente dentro de Forza Italia; en 2009 se unió al partido completamente dentro del nuevo Pueblo de la Libertad. Su base de poder se encuentra en Lombardía.